# 四溴乙烯
四溴乙烯是一种有机化合物，化学式为C2Br4。它可由五溴乙烷和氢氧化钠反应制得。它可以被五氟化钒氧化，生成1:1的1,1-二氟四溴乙烷和1,2-二氟四溴乙烷，其自身被还原为四氟化钒。它和9-氯蒽在叔丁醇钠的存在下（Pd(dba)2催化）在甲苯中加热反应，可以得到6-氯-1,2-二溴-1,1-二氢醋蒽（CAS: 1820563-23-2）。